# Cúp quốc gia Scotland 1930–31
 Cúp quốc gia Scotland 1930–31 là mùa giải thứ 53 của giải đấu bóng đá loại trực tiếp uy tín nhất Scotland. Chức vô địch thuộc về Celtic khi đánh bại Motherwell trong trận đá lại Chung kết.

## Bán kết
| Celtic | v | Kilmarnock |
| ------ | - | ---------- |
|        |   |            |

| Motherwell | v | St Mirren |
| ---------- | - | --------- |
|            |   |           |

## Chung kết
| Celtic                               | v | Motherwell         |
| ------------------------------------ | - | ------------------ |
| Jimmy McGrory Alan Craig (phán lưới) |   | Stevenson McMenemy |

### Đá lại
| Celtic                           | v | Motherwell        |
| -------------------------------- | - | ----------------- |
| R. Thomson (2) Jimmy McGrory (2) |   | Murdoch Stevenson |